# فياكارلوس
بلدية فياكارلوس (بالإسبانية: Villacarlos) هي بلدية تقع في منطقة جزر البليار شرق إسبانيا.

## الديموغرافيا
بلغ عدد سكان بلدية فياكارلوس 7.990 نسمة عام 2011 (وفقاً للمعهد الوطني للإحصاء الإسباني).
| 5.720 | 6.260 | 6.948 | 7.440 | 7.629 | 7.892 | 7.990 |

## معرض صور

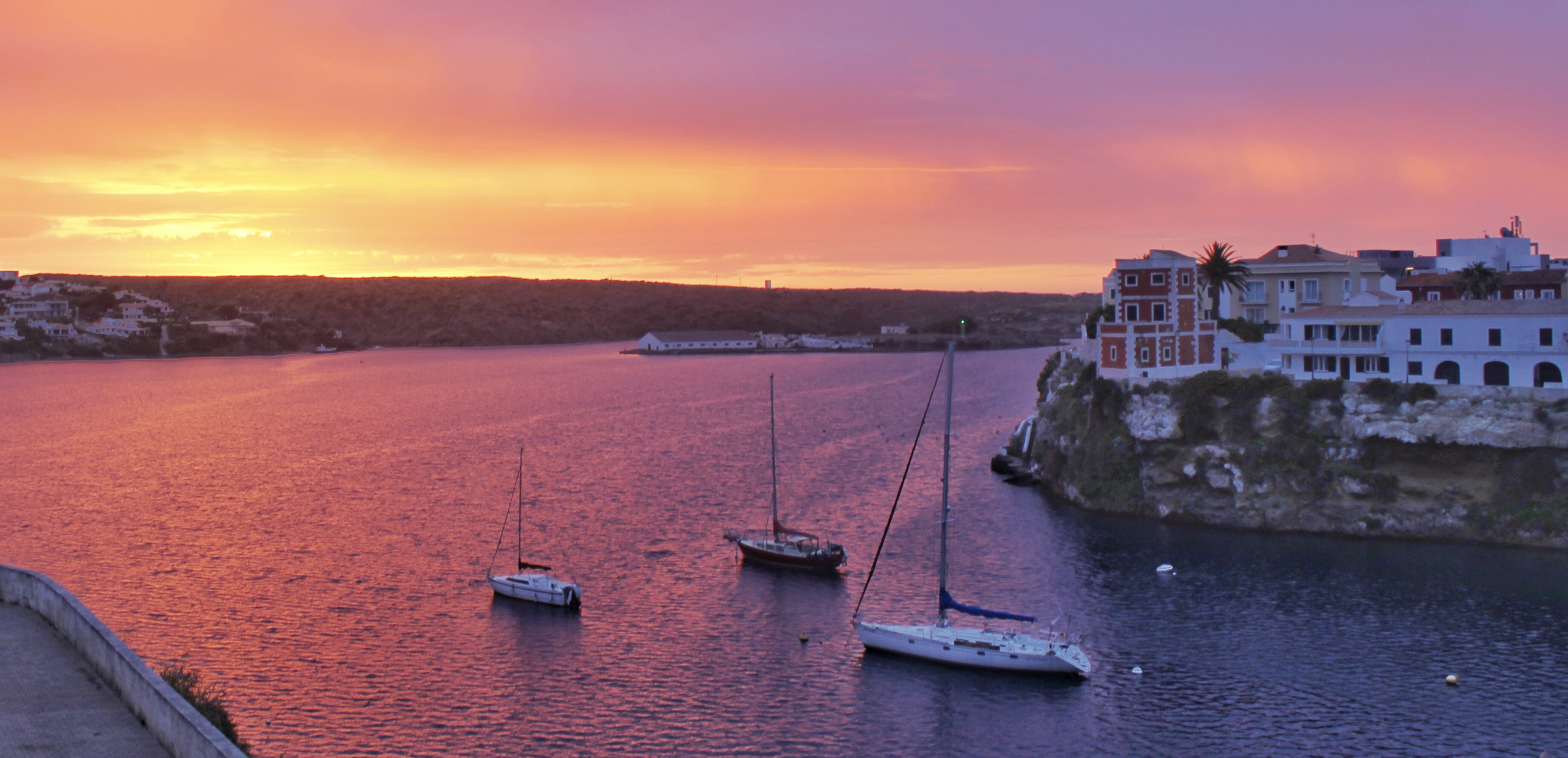
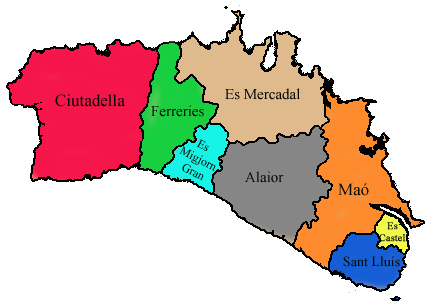
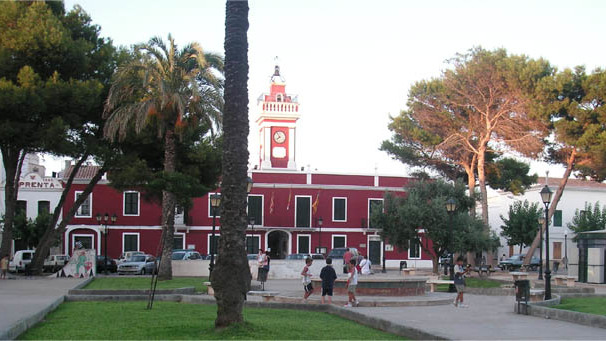

## أعلام
- فرانسيسكو فاييخوبونس